# Dasyatis acutirostra
Dasyatis acutirostra  (лат.) — малоизученный вид рода хвостоколов из семейства хвостоко́ловых отряда хвостоколообразных надотряда скатов. Они обитают в субтропических водах северо-западной части Тихого океана. Встречаются на глубине до 142 м. Максимальная зарегистрированная ширина диска 72,5 см. Грудные плавники этих скатов срастаются с головой, образуя ромбовидный диск, ширина которого равна длине. Рыло вытянутое и заострённое. Хвост длиннее диска. Позади шипа на хвостовом стебле вентрально расположен нижний кили, верхний киль отсутствует или практически незаметен. Окраска дорсальной поверхности диска светло-коричневого цвета. Подобно прочим хвостоколообразным Dasyatis acutirostra размножаются яйцеживорождением. Эмбрионы развиваются в утробе матери, питаясь желтком и гистотрофом. Не являются объектом целевого промысла. В качестве прилова попадаются при донном тралении. 

## Таксономия и филогенез
Впервые Dasyatis acutirostra был научно описан в 1988 году. Голотип представляет собой взрослого самца с диском шириной 72,4 см, пойманного тралом в Восточно-Китайском море на глубине 53—142 м (30°09′ с. ш. 124°13′ в. д.). Паратипы: неполовозрелый самец с диском шириной 35,4 см, особи с шириной диска 28—34,8 см, пойманные в водах Японии. Видовой эпитет происходит от слов лат. acute  — «острый» и лат. rostrum  — «клюв». Ранее Dasyatis acutirostra путали с острорылым хвостоколом, однако эти виды отличаются (у Dasyatis acutirostra большие глаза, отсутствует или почти незаметна дорсальная складка на хвосте, крупнее радиальные лучи грудных и брюшных плавников и большее количество витков спирального клапана). Потенциально синонимом Dasyatis acutirostra может быть вид Himantura microphthalma, для уточнения таксономического статуса необходимы дальнейшие исследования.

## Ареал и места обитания
Dasyatis acutirostra обитают в северо-западной части Тихого океана у южного побережья Японии и в Восточно-Китайском море. Есть данные о присутствии этого вида в заливе Гуаякиль, Эквадор. Эти скаты встречаются на глубине от 53 до 142 м. Подобно большинству хвостоколов они ведут донный образ жизни.

## Описание
Грудные плавники этих скатов срастаются с головой, образуя ромбовидный плоский диск, ширина почти равна длине, с закруглёнными плавниками («крыльями»). Рыло вытянутое и заострённое в виде треугольника. Позади мелких глаз расположены брызгальца, которые превышают их по размеру. На вентральной поверхности диска расположены 5 жаберных щелей, рот и ноздри. Между ноздрями пролегает лоскут кожи с бахромчатым нижним краем. Рот изогнут в виде дуги, отростки на дне ротовой полости отсутствуют. Зубы выстроены в шахматном порядке и образуют плоскую поверхность. В отличие от самок и неполовозрелых особей зубы самцов заострены. Во рту имеется 40—51 верхних и 39—49 нижних зубных рядов. Широкие брюшные плавники закруглены. Хвост в виде кнута длиннее диска. Как и у других хвостоколов на дорсальной поверхности в центральной части хвостового стебля расположен зазубренный шип,соединённый протоками с ядовитой железой. Иногда у скатов бывает 2 шипа. Периодически шип обламывается и на их месте вырастает новый. Позади шипа на хвостовом стебле расположена вентральная кожная складка. Дорсальная складка отсутствует или еле видна.  
Вдоль спины пролегает ряд из 30 бугорков. Перед ядовитым шипом вдоль центральной линии хвоста также имеется ряд крупных колючек. Позади ядовитого шипа хвост до кончика покрыт мелкими шипиками. Окраска дорсальной поверхности диска светло-коричневого цвета. Вентральная поверхность диска белая. Максимальная зарегистрированная ширина диска 72,5 см.

## Биология
Подобно прочим хвостоколообразным Dasyatis acutirostra  относится к яйцеживородящим рыбам. Эмбрионы развиваются в утробе матери, питаясь желтком и гистотрофом. Пойманная особь мужского пола с диском шириной 35,4 см была неполовозрелой. 

## Взаимодействие с человеком
Dasyatis acutirostra не являются объектом целевого лова. Попадаются в качестве прилова при коммерческом промысле путём донного траления. Международный союз охраны природы присвоил этому виду статус сохранности «Близкий к уязвимому положению». 